# Amtsgericht Falkensee
Das Amtsgericht Falkensee war ein Amtsgericht im Bezirk des Landgerichtes Potsdam mit Sitz in Falkensee.

## Geschichte
Der Sprengel des Amtsgerichtes Falkensee gehörte bis zum Zweiten Weltkrieg zum Amtsgericht Spandau. Durch die deutsche Teilung gehört Spandau zu dem unter dem Viermächte-Status stehenden Berlin, ein Teil des Gerichtssprengels aber zur SBZ, genauer zu Brandenburg. Um den Teil der Sprengels des Amtsgerichtes Spandau, der außerhalb von Berlin lag, abzudecken, wurde 1946 das Amtsgericht Falkensee gebildet. Dies betraf die Gemeinden Bötzow mit Neu-Bötzow, Dallgow-Döberitz, Elstal, Falkensee, Hennigsdorf, Nieder-Neuendorf, Rohrbeck, Schönwalde, Seeburg und Wansdorf. Daneben kamen Velten mit Pinnow zum Amtsgericht Oranienburg, Marwitz zum Amtsgericht Kremmen, Pausin zum Amtsgericht Nauen und Groß Glienicke zum Amtsgericht Potsdam.
Im Jahre 1952 wurden in der DDR die Amtsgerichte abgeschafft und stattdessen Kreisgerichte gebildet. Falkensee kam zum Kreis Nauen, zuständiges Gericht war damit das Kreisgericht Nauen. Das Amtsgericht Falkensee wurde aufgehoben und auch nach der Wende nicht neu errichtet.